# 687
| [ Edytuj tabelę ]          |                                                                    |
| Cesarz Bizancjum           | - 685 Justynian II Rhinotmetos 695                                 |
| Chan Bułgarii              | - 681 Asparuch 701                                                 |
| Cesarz Chin                | - 684 Tang Ruizong 690                                             |
| Król Essexu                | - 664 Sebbi 694                                                    |
| Król Franków               | - 679 Teuderyk III 691                                             |
| Cesarz Japonii             | - 686 Jitō 697                                                     |
| Kalif                      | - 685 Abd al-Malik 705                                             |
| Patriarcha Konstantynopola | - 686 Teodor I 687 - 687 Paweł III 693                             |
| Król Longobardów           | - 671 Perktarit 688                                                |
| Król Mercji                | - 675 Ethelred I 704                                               |
| Król Nortumbrii            | - 685 Aldfrith 704                                                 |
| Papież                     | - 686 Konon 687 - 687 Teodor (antypapież) 687 - 687 Sergiusz I 701 |
| Król Wizygotów             | - 680 Erwig 687 - 687 Egika 701                                    |

Rok 687 / DCLXXXVII
stulecia: VI wiek ~
VII wiek ~
VIII wiek

lata: 677 «
682 «
683 «
684 «
685 «
686 «
687
» 688
» 689
» 690
» 691
» 692
» 697

## Wydarzenia
- 21 września – został wybrany antypapież Paschalis.
- 15 grudnia – Sergiusz I został wybrany na papieża.
- Bitwa pod Tertry: majordom Pepin z Heristalu pokonał majodroma Neustrii i został władcą Franków.
- bitwa pod Saint Quentin.

## Zmarli
- 21 września – Konon